# Something to Swing About
Something to Swing About — студийный альбом американской певицы Кармен Макрей, выпущенный в 1960 году на лейбле Kapp Records. Аранжировки для альбома подготовил Эрни Уилкинс.

## Отзывы критиков
| Оценки критиков               | Оценки критиков |
| Источник                      | Оценка          |
| ----------------------------- | --------------- |
| AllMusic                      | [ 3 ]           |
| Billboard                     | [ 4 ]           |
| Encyclopedia of Popular Music | [ 5 ]           |

AllMusic присудили альбому три с половиной звезды. В обзоре журнала Billboard от января 1960 года говорилось, что «Поклонникам Макрей это понравится. Прекрасный выбор таких номеров, как „Comes Love“, „That’s for Me“ и „Love Is a Simple Thing“, обеспечивает теплую вокализацию с гибкой импровизацией и скэттингом. Макрей расслаблена везде, а биг-бэнд Эрни Уилкинса с массой солидных соло добавляет немного пикантности. Здесь мисс Макрей в отличной форме». Нэт Хентофф из HiFi/Stereo Review отметил: «Кармен Макрей, вдохновленная лучшими аранжировками для вокалистки, которые когда-либо писал Эрни Уилкинс, находится в отличной форме. Это необычайно солнечное пение. Приподнятому настроению мисс Макрей — и чёткой дикции — соответствуют энергичность и точность аккомпанирующей группы. Образцовая аранжировка „Comes Love“, которая показывает, сколько аромата можно добавить к стандартам, творчески используя динамику. Характерная фразировка мисс Макрей с заостренными концами интригует в музыкальном плане и многое делает для того, чтобы сделать тексты более непосредственными и значимыми. Тщательно подобранная, приятная коллекция».

## Список композиций
1. «Three Little Words» (Гарри Руби, Берт Калмар) — 1:52
2. «I Couldn’t Care Less» (Роджерс Л. Саймон) — 2:24
3. «That’s for Me» (Ричард Роджерс, Оскар Хаммерстайн II) — 2:45
4. «(How Little It Matters) How Little We Know» (Филип Спрингер, Кэролин Ли) — 2:28
5. «You Leave Me Breathless» (Фридрих Холлендер, Ральф Фрид) — 2:38
6. «It’s Love» (Леонард Бернстайн, Бетти Комден, Адольф Грин) — 2:56
7. «Love Is a Simple Thing» (Артур Сигел, Джун Кэрролл) — 2:05
8. «Comes Love» (Сэм Х. Степт, Лью Браун, Чарльз Тобиас) — 2:44
9. «A Sleepin’ Bee» (Гарольд Арлен, Трумен Капоте) — 2:27
10. «I See Your Face Before Me» (Артур Шварц, Говард Диц) — 2:21
11. «Alone Together» (Артур Шварц, Говард Диц) — 2:19
12. «Falling in Love with Love» (Ричард Роджерс, Лоренц Харт) — 2:11

## Участники записи
- Кармен Макрей — вокал
- Эрни Уилкинс — аранжировщик, музыкальный руководитель
- Винни Дин, Портер Килберт[англ.], Фил Вудс — альт-саксофон
- Бадд Джонсон[англ.], Зут Симс — тенор-саксофон
- Винни Виктор, Сол Шлингер — баритон-саксофон
- Ричард Уильямс[англ.], Эл Стюарт, Арт Фармер[англ.], Ленни Джонсон, Джимми Максвелл[англ.], Эрни Ройал[англ.] — труба
- Билли Байерс[англ.], Джимми Кливленд[англ.], Мики Грейвин, Урби Грин[англ.], Фрэнк, Рехак[англ.] — тромбон
- Пол Фолин — басс-тромбон
- Дик Кац[англ.] — фортепиано
- Томми Уильямс[англ.] — контрабас
- Флойд Уильямс, Дон Ламонд[англ.] — барабаны